# Сирия на Универсиадах
Сирия принимает участие в Универсиадах начиная с летней Универсиады 1973 года в Москве. На зимних Универсиадах спортивная делегация Сирии не участвовала ни разу.
На настоящее время (после летней Универсиады 2021 и зимней Универсиады 2023) спортсмены Сирии на всех Универсиадах медалей не завоевали.